# Thomas Berry Brazelton
Thomas Berry Brazelton (ur. 10 maja 1918 w Waco, zm. 13 marca 2018 w Barnstable, Massachusetts) – amerykański pediatra i autor ponad 200 naukowych publikacji, publikacji prasowych oraz 24 książek. Jest także znany rodzicom małych dzieci w USA z programu telewizyjnego What Every Baby Knows (Co każde dziecko wie). Opracował tzw. skalę Brazeltona do oceny możliwości i zdolności dziecka. Na liście absolwentów Uniwersytetu Columbia określany jest mianem „najsławniejszego i najbardziej znaczącego pediatry od czasów Benjamina Spocka”, również absolwenta tego uniwersytetu.

## Życiorys
Urodził się w Waco w Teksasie. W 1940 r. ukończył studia na Uniwersytecie Princeton, a w 1943 r. College of Physicians and Surgeons na Columbia University w Nowym Jorku, po czym rozpoczął staż w Szpitalu Roosevelta. W 1945 przeprowadził się do Bostonu, gdzie po odbyciu służby wojskowej w U.S. Navy zakończył staż medyczny w Massachusetts General Hospital (MGH) i podjął praktykę pediatry w Children’s Hospital.
W 1950 otworzył prywatną praktykę w Cambridge (Massachusetts). Wynikiem jego zainteresowania się tematyką rozwoju dziecka była specjalizacja w dziedzinie psychiatrii dziecięcej w MGH i w James Jackson Putnam Childrens Center, a następnie współpraca z profesorem Jerome Bruner w Center for Cognitive Studies (Centrum Badań Percepcji) Harvard University. Łącząc zainteresowanie lekarza pediatry pierwszego kontaktu i psychologa dziecięcego utworzył w 1972 Child Development Unit (Oddział Rozwoju Dziecięcego), centrum szkoleń i badań pediatrycznych w Children’s Hospital w Bostonie. W 1988 uzyskał tytuł „Honorowego Profesora Pediatrii Klinicznej” w Harvard Medical School.
Dr Brazelton był prezesem Society for Research in Child Development (Stowarzyszenia Badań nad Rozwojem Dzieci) (1987–1989) i National Center for Clinical Infant Programs (Narodowego Programu Badań Noworodków) (1988–1991). Wiele razy brał udział w posiedzeniach Kongresu Amerykańskiego. Współpracował z Alliance for Better Child Care (Stowarzyszenie Rozwoju Opieki Nad Dziećmi), dążąc do uchwalenia ustaw wspierających system ogólnodostępnej opieki przedszkolnej. Był również współtwórcą Parent Action (Akcji Rodzicielskiej) i brał udział w posiedzeniach National Commission on Children (Komisji do Spraw Dzieci).
Dr Brazelton występował kilkakrotnie w programie telewizyjnym The Oprah Winfrey Show. Do grona jego pacjentów należała m.in. Chelsea Clinton.

## Życie prywatne
Brazelton miał rodzinę w Teksasie. Jego córka Kitty Brazelton jest profesorem i kompozytorem muzyki eklektycznej w Nowym Jorku.

## Skala Brazeltona
Skala Brazeltona (ang. Neonatal Behavioral Assessment Scale – NBAS), w Polsce praktycznie nieznana, poza wąskim gronem specjalistów. Służy ocenie indywidualnych możliwości i zdolności dziecka, których poznanie ma pomóc budowaniu więzi między rodzicami a dzieckiem. Nie jest ona testem badawczym, jest narzędziem pomagającym zdefiniować stany dziecka. Można ją stosować w ciągu 2 miesięcy od urodzenia, także dla wcześniaków urodzonych po 35 tygodniu ciąży oraz dzieci opóźnionych w rozwoju.